# Apeadeiro de Carvalhada
O Apeadeiro de Carvalhada foi uma gare da Linha do Vouga, situada no município de Águeda, em Portugal.

## História
Este apeadeiro fazia parte do lanço da Linha do Vouga entre Sernada do Vouga e Foz do Rio Mau, que entrou ao serviço em 5 de Maio de 1913. A Linha do Vouga foi construída pela Compagnie Française pour la Construction et Exploitation des Chemins de Fer à l'Étranger.
Um diploma do Ministério das Obras Públicas e Comunicações de 6 de Novembro de 1935 aprovou um projecto de aditamento ao aviso ao público, relativo à abertura ao público do novo apeadeiro de Carvalhada, situado no ponto quilométrico 64,800 da Linha do Vouga.
Em 1 de Janeiro de 1947, a Companhia dos Caminhos de Ferro Portugueses passou a explorar a Linha do Vouga. O lanço da Linha do Vouga entre Sernada e Viseu foi encerrado pela empresa Caminhos de Ferro Portugueses no dia 2 de Janeiro de 1990.

## Leitura recomendada
- SILVA, José Ribeiro da; Ribeiro, Manuel (2007). Os Comboios em Portugal. Volume III 1.ª ed. Lisboa: Terramar - Editores, Distribuidores e Livreiros, Lda. 203 páginas. ISBN 978-972-710-408-6